# Ndurumu (vattendrag i Burundi, Ngozi)
Ndurumu är ett vattendrag i Burundi.   Det ligger i provinsen Ngozi, i den norra delen av landet, 100 km nordost om huvudstaden Bujumbura.
Omgivningarna runt Ndurumu är huvudsakligen savann. Runt Ndurumu är det tätbefolkat, med 442 invånare per kvadratkilometer.